# Cycloramphus
Cycloramphus es un género de anfibios anuros de la familia Cycloramphidae. Son endémicos del sudeste del Brasil.

## Lista de especies
Se reconocen las 28 siguientes según ASW:
- Cycloramphus acangatan Verdade & Rodrigues, 2003
- Cycloramphus asper Werner, 1899
- Cycloramphus bandeirensis Heyer, 1983
- Cycloramphus bolitoglossus (Werner, 1897)
- Cycloramphus boraceiensis Heyer, 1983
- Cycloramphus brasiliensis (Steindachner, 1864)
- Cycloramphus carvalhoi Heyer, 1983
- Cycloramphus catarinensis Heyer, 1983
- Cycloramphus cedrensis Heyer, 1983
- Cycloramphus diringshofeni Bokermann, 1957
- Cycloramphus dubius (Miranda Ribeiro, 1920)
- Cycloramphus duseni (Andersson, 1914)
- Cycloramphus eleutherodactylus (Miranda Ribeiro, 1920)
- Cycloramphus faustoi Brasileiro, Haddad, Sawaya & Sazima, 2007
- Cycloramphus fuliginosus Tschudi, 1838
- Cycloramphus granulosus Lutz, 1929
- Cycloramphus izecksohni Heyer, 1983
- Cycloramphus juimirim Haddad & Sazima, 1989
- Cycloramphus lithomimeticus Silva & Ouvernay, 2012
- Cycloramphus lutzorum Heyer, 1983
- Cycloramphus migueli Heyer, 1988
- Cycloramphus mirandaribeiroi Heyer, 1983
- Cycloramphus ohausi (Wandolleck, 1907)
- Cycloramphus organensis Weber, Verdade, Salles, Fouquet & Carvalho-e-Silva, 2011
- Cycloramphus rhyakonastes Heyer, 1983
- Cycloramphus semipalmatus (Miranda Ribeiro, 1920)
- Cycloramphus stejnegeri (Noble, 1924)
- Cycloramphus valae Heyer, 1983